# Kings Kangwa
Kings Kangwa (Kasama, 6 aprile 1999) è un calciatore zambiano, centrocampista dell'Hapoel Be'er Sheva e della nazionale zambiana.

## Biografia
È il fratello minore di Evans Kangwa, a sua volta calciatore.

## Carriera

### Nazionale
Ha debuttato con la nazionale zambiana il 9 giugno 2019, in occasione dell'amichevole persa 2-1 contro il Camerun. Ha segnato il suo primo gol in nazionale nella settimana successiva, nell'amichevole vinta per 3-2 contro il Marocco il 16 giugno.

## Statistiche

### Cronologia presenze e reti in nazionale
| Cronologia completa delle presenze e delle reti in nazionale ― Zambia | Cronologia completa delle presenze e delle reti in nazionale ― Zambia | Cronologia completa delle presenze e delle reti in nazionale ― Zambia | Cronologia completa delle presenze e delle reti in nazionale ― Zambia | Cronologia completa delle presenze e delle reti in nazionale ― Zambia | Cronologia completa delle presenze e delle reti in nazionale ― Zambia | Cronologia completa delle presenze e delle reti in nazionale ― Zambia | Cronologia completa delle presenze e delle reti in nazionale ― Zambia |
| Data                                                                  | Città                                                                 | In casa                                                               | Risultato                                                             | Ospiti                                                                | Competizione                                                          | Reti                                                                  | Note                                                                  |
| --------------------------------------------------------------------- | --------------------------------------------------------------------- | --------------------------------------------------------------------- | --------------------------------------------------------------------- | --------------------------------------------------------------------- | --------------------------------------------------------------------- | --------------------------------------------------------------------- | --------------------------------------------------------------------- |
| 9-6-2019                                                              | Madrid                                                                | Camerun                                                               | 2 – 1                                                                 | Zambia                                                                | Amichevole                                                            | -                                                                     | 73’                                                                   |
| 16-6-2019                                                             | Marrakech                                                             | Marocco                                                               | 2 – 3                                                                 | Zambia                                                                | Amichevole                                                            | 1                                                                     | 27’ 41’                                                               |
| 9-10-2020                                                             | Nairobi                                                               | Kenya                                                                 | 2 – 1                                                                 | Zambia                                                                | Amichevole                                                            | -                                                                     | 74’                                                                   |
| 11-10-2020                                                            | Phokeng                                                               | Sudafrica                                                             | 1 – 2                                                                 | Zambia                                                                | Amichevole                                                            | -                                                                     | 74’                                                                   |
| 12-11-2020                                                            | Lusaka                                                                | Zambia                                                                | 2 – 1                                                                 | Botswana                                                              | Qual. Coppa d'Africa 2021                                             | -                                                                     | 45’                                                                   |
| 16-11-2020                                                            | Francistown                                                           | Botswana                                                              | 1 – 0                                                                 | Zambia                                                                | Qual. Coppa d'Africa 2021                                             | -                                                                     | 45’                                                                   |
| 5-6-2021                                                              | Dakar                                                                 | Senegal                                                               | 3 – 1                                                                 | Zambia                                                                | Amichevole                                                            | -                                                                     | 45’                                                                   |
| 8-6-2021                                                              | Cotonou                                                               | Benin                                                                 | 2 – 2                                                                 | Zambia                                                                | Amichevole                                                            | -                                                                     | 85’                                                                   |
| 13-11-2021                                                            | Lusaka                                                                | Zambia                                                                | 4 – 0                                                                 | Mauritania                                                            | Qual. Mondiali 2022                                                   | -                                                                     | 53’                                                                   |
| 16-11-2021                                                            | Tunisi                                                                | Tunisia                                                               | 3 – 1                                                                 | Zambia                                                                | Qual. Mondiali 2022                                                   | -                                                                     | 45’                                                                   |
| 25-3-2022                                                             | Brazzaville                                                           | Rep. del Congo                                                        | 1 – 3                                                                 | Zambia                                                                | Amichevole                                                            | 1                                                                     |                                                                       |
| 27-3-2022                                                             | Antalya                                                               | Zambia                                                                | 1 – 2                                                                 | Benin                                                                 | Amichevole                                                            | -                                                                     | 77’                                                                   |
| 7-6-2022                                                              | Lusaka                                                                | Zambia                                                                | 2 – 1                                                                 | Comore                                                                | Qual. Coppa d'Africa 2023                                             | 1                                                                     | 61’ 89’                                                               |
| 23-9-2022                                                             | Bamako                                                                | Mali                                                                  | 1 – 0                                                                 | Zambia                                                                | Amichevole                                                            | -                                                                     |                                                                       |
| 17-11-2022                                                            | Petah Tikva                                                           | Israele                                                               | 4 – 2                                                                 | Zambia                                                                | Amichevole                                                            | 1                                                                     |                                                                       |
| 23-3-2023                                                             | Ndola                                                                 | Zambia                                                                | 3 – 1                                                                 | Lesotho                                                               | Qual. Coppa d'Africa 2023                                             | -                                                                     | 85’                                                                   |
| 26-3-2023                                                             | Soweto                                                                | Lesotho                                                               | 0 – 2                                                                 | Zambia                                                                | Qual. Coppa d'Africa 2023                                             | -                                                                     |                                                                       |
| 17-6-2023                                                             | Ndola                                                                 | Zambia                                                                | 3 – 0                                                                 | Costa d'Avorio                                                        | Qual. Coppa d'Africa 2023                                             | 1                                                                     | 90+4’                                                                 |
| 9-9-2023                                                              | Moroni                                                                | Comore                                                                | 1 – 1                                                                 | Zambia                                                                | Qual. Coppa d'Africa 2023                                             | -                                                                     |                                                                       |
| 12-10-2023                                                            | al-'Ayn                                                               | Egitto                                                                | 1 – 0                                                                 | Zambia                                                                | Amichevole                                                            | -                                                                     | 90+2’                                                                 |
| 17-11-2023                                                            | Ndola                                                                 | Zambia                                                                | 4 – 2                                                                 | Rep. del Congo                                                        | Amichevole                                                            | -                                                                     |                                                                       |
| 9-1-2024                                                              | Gedda                                                                 | Zambia                                                                | 1 – 1                                                                 | Camerun                                                               | Amichevole                                                            | -                                                                     | 46’                                                                   |
| 17-1-2024                                                             | San-Pédro                                                             | RD del Congo                                                          | 1 – 1                                                                 | Zambia                                                                | Coppa d'Africa 2023 - 1º turno                                        | 1                                                                     | 90+3’                                                                 |
| 21-1-2024                                                             | San-Pédro                                                             | Zambia                                                                | 1 – 1                                                                 | Tanzania                                                              | Coppa d'Africa 2023 - 1º turno                                        | -                                                                     | 76’                                                                   |
| 24-1-2024                                                             | San-Pédro                                                             | Zambia                                                                | 0 – 1                                                                 | Marocco                                                               | Coppa d'Africa 2023 - 1º turno                                        | -                                                                     | 71’                                                                   |
| 7-6-2024                                                              | Agadir                                                                | Marocco                                                               | 2 – 1                                                                 | Zambia                                                                | Qual. Mondiali 2026                                                   | -                                                                     | 72’                                                                   |
| 6-9-2024                                                              | Bouaké                                                                | Costa d'Avorio                                                        | 2 – 0                                                                 | Zambia                                                                | Qual. Coppa d'Africa 2025                                             | -                                                                     |                                                                       |
| 10-9-2024                                                             | Ndola                                                                 | Zambia                                                                | 3 – 2                                                                 | Sierra Leone                                                          | Qual. Coppa d'Africa 2025                                             | 1                                                                     |                                                                       |
| 11-10-2024                                                            | Ndola                                                                 | Zambia                                                                | 0 – 0                                                                 | Ciad                                                                  | Qual. Coppa d'Africa 2025                                             | -                                                                     |                                                                       |
| 15-10-2024                                                            | Yaoundé                                                               | Ciad                                                                  | 0 – 1                                                                 | Zambia                                                                | Qual. Coppa d'Africa 2025                                             | -                                                                     |                                                                       |
| 15-11-2024                                                            | Ndola                                                                 | Zambia                                                                | 1 – 0                                                                 | Costa d'Avorio                                                        | Qual. Coppa d'Africa 2025                                             | -                                                                     |                                                                       |
| 19-11-2024                                                            | Monrovia                                                              | Sierra Leone                                                          | 0 – 2                                                                 | Zambia                                                                | Qual. Coppa d'Africa 2025                                             | -                                                                     | 90+2’                                                                 |
| 25-3-2025                                                             | Mosca                                                                 | Russia                                                                | 5 – 0                                                                 | Zambia                                                                | Amichevole                                                            | -                                                                     | Cap.                                                                  |
| Totale                                                                |                                                                       | Presenze                                                              | 33                                                                    |                                                                       | Reti                                                                  | 7                                                                     |                                                                       |

## Palmarès

### Club

#### Competizioni nazionali
- Campionato serbo: 1

Stella Rossa: 2022-2023
- Coppa di Serbia: 1

Stella Rossa: 2022-2023
- Coppa d'Israele: 1

Hapoel Be'er Sheva: 2024-2025

### Individuale
- Capocannoniere della Coppa di Serbia: 1

2022-2023 (3 reti)